# Edvinas Ramanauskas
Edvinas Ramanauskas est un kayakiste lituanien né le 18 août 1985 à Šiauliai. Il a remporté avec Aurimas Lankas la médaille de bronze en K2 200 mètres aux Jeux olympiques d'été de 2016 à Rio de Janeiro.